# Chantiers et ateliers de la Perrière
Pour les articles homonymes, voir La Perrière.
Les Chantiers et Ateliers de la Perrière était un chantier naval lorientais actif de 1937 à 1989. Ils ont produit quelques 117 navires lors de leurs 37 ans d'activité, introduisant des techniques innovantes, notamment lors de la construction de certains Pen Duick ou des premiers chalutiers à pêche-arrière.

## Histoire

### Débuts
L'entreprise est fondée le 29 janvier 1937 par plusieurs acteurs de la vie économique lorientaise comme Joseph Cuissard, M. Fourgassié, Pierre Hardy et Régis Tonnerre sous le nom des « Ateliers Mécaniques de la Perrière ». Elle profite de l'expansion du port de pêche de Keroman, et se spécialise dans un premier temps dans la réparation de bateaux de pêche. La présence dans la même ville de l'arsenal de Lorient permet aussi à la société d'avoir accès à certaines techniques, et à du personnel hautement qualifié pour l'époque.
Le siège est alors situé dans la zone du port à Keroman, face à la criée, avant d'être déplacé après guerre boulevard Abbé-Le Cam, puis rue de l'Ingénieur-Verrière lorsque l'entreprise se développe.

### Le chantier de construction

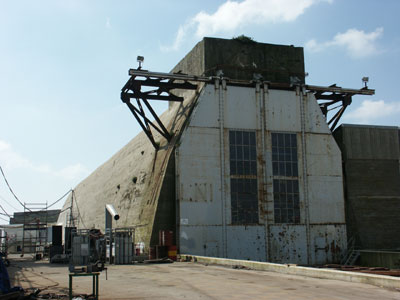
"Dom-Bunker" II, utilisé comme atelier principal par les CAP. Longueur 81 m, Largeur 16 m, Hauteur 25 m, Epaisseur de la voûte 1,50 m

Après-guerre, l'entreprise commence à se diversifier en se lançant dans des constructions neuves en acier dès 1956. Le premier bateau réalisés est une vedette à passagers de 20 m, le Roi de Rome, construit pour la Régie Départementale des Passages d'Eaux à La Rochelle, qui desservira la liaison Île d'Aix - Fouras. La société s'installe à proximité du slipway du port de pêche de Keroman, et utilise comme atelier principal de préfabrication l'un des dom-bunkers construits par les Allemands pour la base sous-marine de Lorient. Les chantiers sont également les premiers en France à construire un chalutier tout en acier en 1958, et aussi les précurseurs en 1962 à construire le premier chalutier pêche-arrière, le Paris-Bretagne. L'arrivée de l'ingénieur Jean Toullec, qui vient de la construction aéronautique, permet au chantier de se diversifier en passant des constructions en acier à celles en aluminium.
L'entreprise se diversifie à partir des années 1960 : la plaisance apporte des commandes comme ceux des Pen Duick III (1967), Pen Duick IV et Pen Duick V (1969) ; le transport apporte des commandes comme celle du transbordeur de Belle-Île (1965).
Le directeur du chantier Jean Toullec prend sa retraite en 1981. 370 personnes sont alors membres de l'entreprise, mais les effets de la crise économique commencent à se faire sentir avec une baisse du carnet de commandes. Les Chantiers et Ateliers de la Perrière passèrent commande à l'artiste peintre Henri Jacquin.

### Faillite et disparition
En 1987, l'entreprise remportera un marché dit « véreux » auprès d'un armateur grec, pour la construction d'un voilier-navire à passagers de 150 personnes, le Phoenix. Celui-ci sera construit en partie sur les fonds propres des chantiers, car le devis est sous-évalué et ne sera jamais revu.
La société en difficulté financière, commence alors à être rachetée par d'autres entreprises. Euromar en 1983. En 1987, elle est revendue au Chantier Piriou de Concarneau puis, après moins de deux ans, aux Armements Lucas de Lorient. Elle est finalement rachetée en 1989 par René Keraron mais, aux vues de l'état des finances de la société, il doit déposer le bilan le 31 août 1989. Un montage d'un dossier de reprise des activités est constitué avec le groupe Bastide de Brest. Cependant, le 27 novembre de la même année, le tribunal de commerce de Lorient confie la gestion des activités au groupe Leroux et Lotz de Nantes, ce dernier projet étant soutenu par Jean-Yves Le Drian, alors maire de Lorient. Malgré tout ces efforts, le chantier disparaitra en novembre 1989.

## Production
117 navires seront construits entre 1946 et 1983, notamment des remorqueurs, des pousseurs, des caboteurs, des vedettes et navires à passagers, des bateaux de servitudes, ou encore des bateaux de course à la voile. L'entreprise est active dans le domaine des équipements navals comme les pontons et les passerelles, ou encore comme les ancres.

### Bateaux de pêche
Plusieurs innovations techniques sont introduites par le chantier dans les navires de pêche. Dans ce domaine, le premier chalutier pêche-arrière français, le Paris-Bretagne sort des chantiers le 27 mars 1962. Mais des problèmes de conception lors d'essais se révèlent à l'usage - portique de manutention trop incliné vers l'arrière, manœuvrabilité du bateau médiocre, la cale est mal protégée par une hiloire trop basse, avec pour effet de laisser l'eau ruisselante sur le pont s'y engouffrer, les câbles du treuil frottent sur les panneaux d'ouverture du chalut - ces défauts sont pris en compte et corrigés sur le navire suivant, l' Anjou-Bretagne.
La conception de cette première série de bateaux de pêche sera revue plus largement par la suite, et le Cézembre sort des chantiers en mai 1965. Le portique est positionné droit et fixe, la passerelle est positionnée sur l'arrière et la cale sur l'avant, les formes de la carène sont revues et modifiées, de manière à améliorer la manœuvrabilité et la tenue à la mer. Cette conception s'imposera par la suite à la plupart des nouveaux bateaux rejoignant la flotte de pêche française, mais des enrouleurs de chalut sont rajoutés.

### Course et plaisance

#### Les débuts
Le marché de la plaisance commence à se développer en France au milieu des années 1960 et Jean Toullec, alors PDG de l'entreprise, demande à ses équipes de lui étudier et concevoir un bateau de croisière rapide en métal, à la fois dans un but personnel et pour tester le potentiel de cette diversification industrielle. Les chantiers utilisent des tôles d'un alliage d'aluminium pour la coque, matériau déjà connu à Lorient et utilisé pour des constructions militaires, les formes des carènes sont testées dans un bassin d'essais à Nantes, et le gréement est travaillé en liaison avec John Illingworth. Le prototype prend le nom de Farewell, et remporte plusieurs courses locales. Éric Tabarly, qui a déjà travaillé avec l'arsenal de Lorient pour la finition de son Pen Duick II, entend parler des résultats de ce prototype au printemps 1966 et prend contact avec le chantier pour commander son nouveau bateau.

#### LesPen Duick

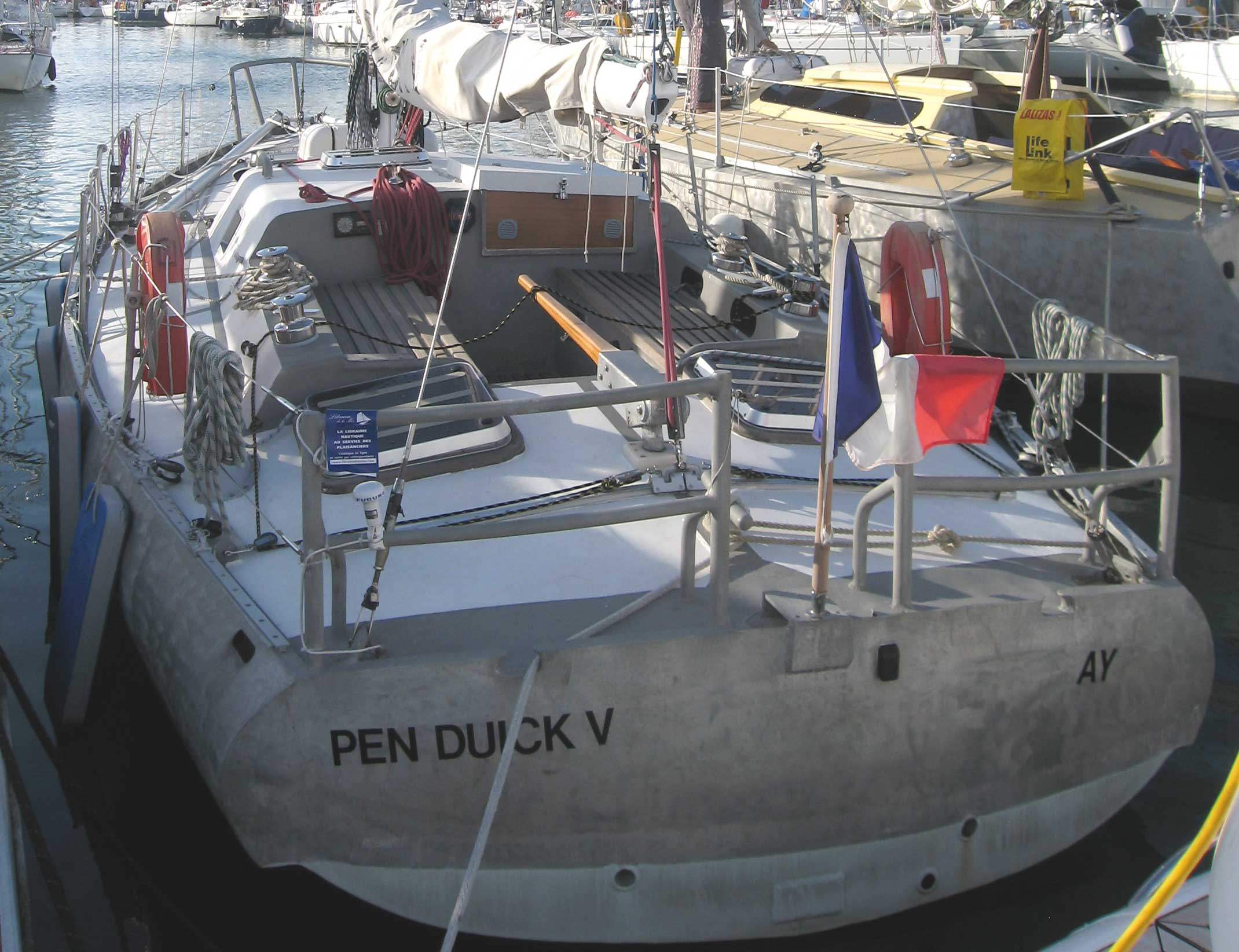
Le Pen Duick V dont la forme de carène, large et plate, est depuis reprise par d'autres monocoques de course au large.

Le Pen Duick III est le premier navire d'Éric Tabarly réalisé par le chantier de la Perrière. L'alliage en aluminium est pour la première fois employé sur ce type de bateau, ce qui permet à performances égales, d'obtenir une coque deux fois plus légère qu'une coque en acier, pour des conditions de construction similaires. Le chantier percevant le potentiel médiatique qu'il peut tirer de cette construction, participe aux dépenses à hauteur du coût de la main d’œuvre pour la fabrication de la coque. Le Pen Duick III est inauguré en juin 1967, et remporte toutes les courses auxquelles il participe cette année-là.
Le travail sur le nouveau bateau, un trimaran Pen Duick IV, est confié de nouveau au chantier par Éric Tabarly fin 1967, et donne lieu à de nouvelles expérimentations, tant sur la conception globale du navire que sur son équipement. Il induit la construction d'un nouveau type de multicoques de course au large. Le Pen Duick V est lui aussi conçu et mis en chantier à la Perrière, en 1968. Il permet d'expérimenter un système de ballasts latéraux permettant d'équilibrer le poids sur le bateau en fonction de la direction du vent. Sa forme, large et plate, permet de tester une forme de carène qui s'avère résistante au phénomène de gîte, et est depuis repris par les monocoques de course au large.

### Transports et Dessertes

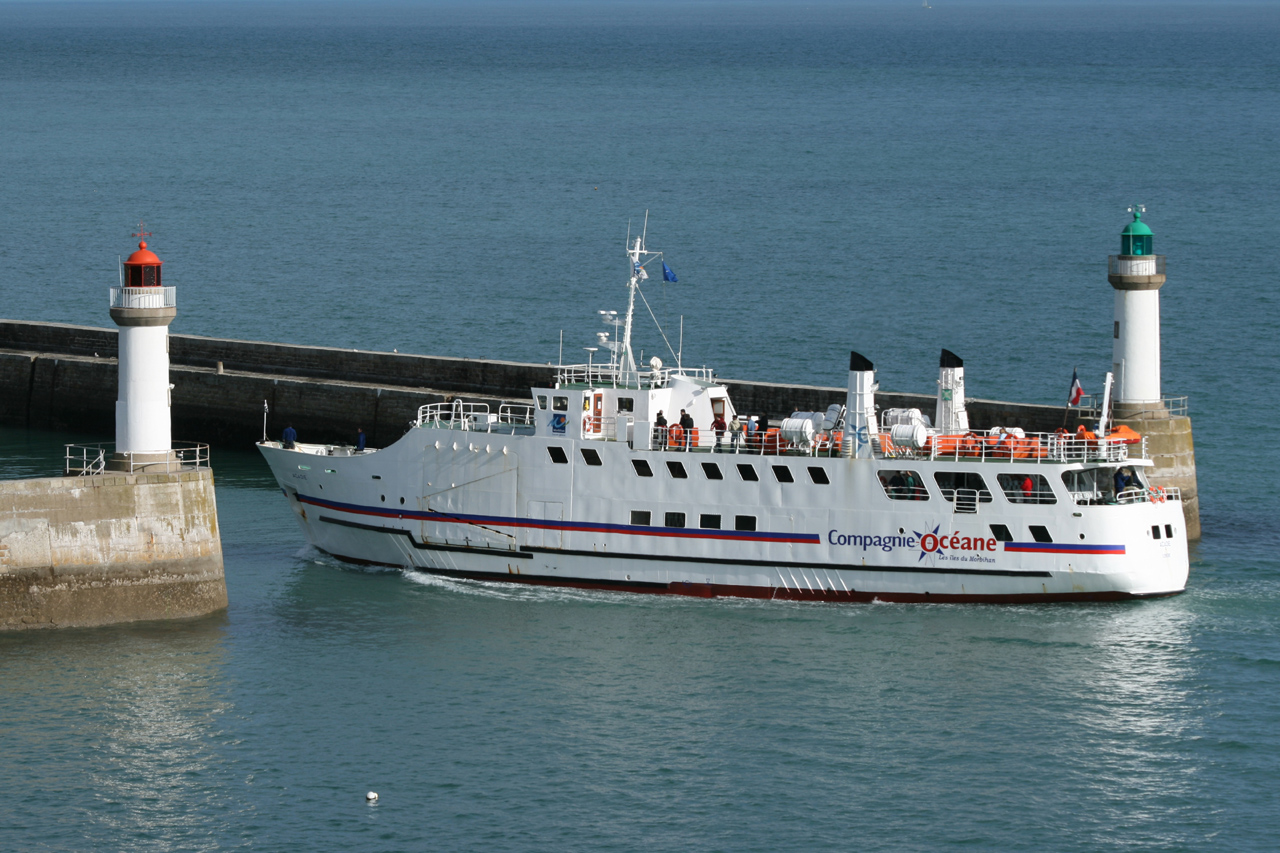
LAcadie, ferry qui reprend la conception du Guerveur.

Le chantier est aussi actif dans la conception et la construction de rouliers et de ferry utilisés pour la desserte des îles du littoral breton. Le premier d'entre eux est conçu à la suite d'une commande du conseil général du Morbihan en 1965 afin de fournir à Belle-Île un nouveau navire. Selon le cahier des charges, il doit être capable d'accoster dans l'avant port du Palais, et doit donc mesurer moins de 45 m, tout en pouvant embarquer sur un entrepont une trentaine de voitures et environ 500 passagers. 
Le Guerveur est alors conçu en prenant exemple sur les ferry trans-manche, dont la longueur est deux à trois plus importante, et intègre dans son espace intérieur des équipements comme des rampes d’embarquement, une plaque tournante de circulation, ainsi que des stabilisateurs anti-roulis. Le concept est repris par la suite par d'autres navires du même type construit par le chantier comme l'Acadie qui dessert Belle-Île, le Saint Tudy qui dessert Groix, ou encore le Fromveur qui assure lui la desserte des îles de Ouessant, de Molène, et de Sein.